# إنترنت

في البداية، استُخدِمت اتصالات شبكة الهاتف لنقل الإنترنت حتى يتم الانتقال أخيرًا إلى الألياف البصرية والشبكات اللاسلكية.

الإنترنت أو الشابِكَة (بالإنجليزية: Internet)، وتُلقَّب بـ (شبكة المعلومات، الشبكة العالمية، الشبكة العنكبوتية)، هو نظام اتصالات عالمي يسمح بتبادل المعلومات بين شبكات أصغر تتصل من خلالها الحواسيب حول العالم، تعمل وفق أنظمة محددة ويعرف بالبروتوكول الموحد وهو بروتوكول الإنترنت، وتُشير كلمة «إنترنت» إلى جملة المعلومات المُتداوَلة عبر الشبكة وأيضًا إلى البنية التحتية التي تنقل تلك المعلومات عبر القارات، وتعد الحوسبة السحابية الخطوة التالية لجعل هذه الشبكة مدارة بموارد ذاتية.

## مقدمة
تربط شبكة الإنترنت ما بين ملايين الشبكات الخاصة والعامة في المؤسسات الأكاديمية والحكومية ومؤسسات الأعمال وتتباين في نطاقها ما بين المحلي والعالمي وتتصل بتقنيات مختلفة، من الأسلاك النحاسية والألياف البصرية والإتصالات اللاسلكية، كما تتباين تلك الشبكات في بنيتها الداخلية تقنياً وإدارياً، إذ تدار كل منها بمعزل عن الأخرى لامركزياً ولا تعتمد أياً منها في تشغيلها على الأخريات.
وتحمل شبكة الإنترنت اليوم قدراً عظيماً من البيانات والخدمات، ربما كان أكثرها شيوعاً اليوم صفحات النصوص الفائقة المنشورة على الوِيب، كما أنها تحمل خدمات وتطبيقات أخرى مثل البريد وخدمات التخاطب الفوري، وبرتوكولات نقل الملفات، والاتصال الصوتي وغيرها.
وكمثل الطفرات في وسائل الاتصال عبر التاريخ أضحت لشبكة الإنترنت اليوم آثارا اجتماعية وثقافية في جميع بقاع الأرض، وقد أدى ذلك إلى تغيير المفاهيم التقليدية لعدة مجالات مثل العمل والتعليم والتجارة وبروز شكل آخر لمجتمع المعلومات.

## المصطلح
صاغ العرب المحدثون مصطلحات لغوية لتدل على شبكة الإنترنت منها «الشابكة» و «المِعمام» و«الشبكة» (ترجمة لكلمة «نت») والشبكة الدولية، إلا أن الاسم العَلَمَ المُعّرب صوتياً «الإنترنت» هو الأكثر شيوعاً.
ففي الإنكليزية نُحِتَت كلمة Internet من البادئة inter وتعني «بينيّ» أو «ما بين» ومن كلمة net التي تعني «شبكة»، وذلك وصفاً لجوهر شبكة الإنترنت بأنها «شبكة ما بين شبكات» أو «شبكة الشبكات» أو «شبكة من شبكات»، أي نظاماً (بروتوكولًا) موحداً يصل ما بين شبكات مستقلة متباينة.

بالرغم من ذلك فقد شاعت في وسائل الإعلام العربية ترجمة «الشبكة الدولية للمعلومات» المبنية على تفسير خاطئ لإتمولوجية اسم Internet مفاده أن المقطع inter اختصار كلمة International أي «دولي»، وهذا تفسير غير صحيح على المستويين اللغوي والبنيوي. فعلى المستوى اللغوي يدخل المقطع inter في تكوين كلمات إنكليزية عديدة، منها international لكنه لا يقتصر عليها ولا يمكن اعتباره اختصاراً لها. وعلى المستوى البنيوي للشبكة فبنية شبكة الإنترنت لا تقوم على التقسيم الدولي السياسي للعالم المعاصر، ولا تديرها الحكومات، فهي في هذا تختلف عن شبكات أخرى تنظمها اتفاقات دولية ما بين الحكومات، مثل البرق والهاتف، فشبكة الإنترنت تتألف من مجموع الشبكات المستقلة المتباينة التي تملكها وتديرها جهات عديدة، كانت أولاها تاريخياً جامعات ومراكز بحثية، ثم انضمت إليها شركات خاصة ومنظمات أهلية وحكومات لتصنع شبكة الإنترنت التي نعرفها اليوم.

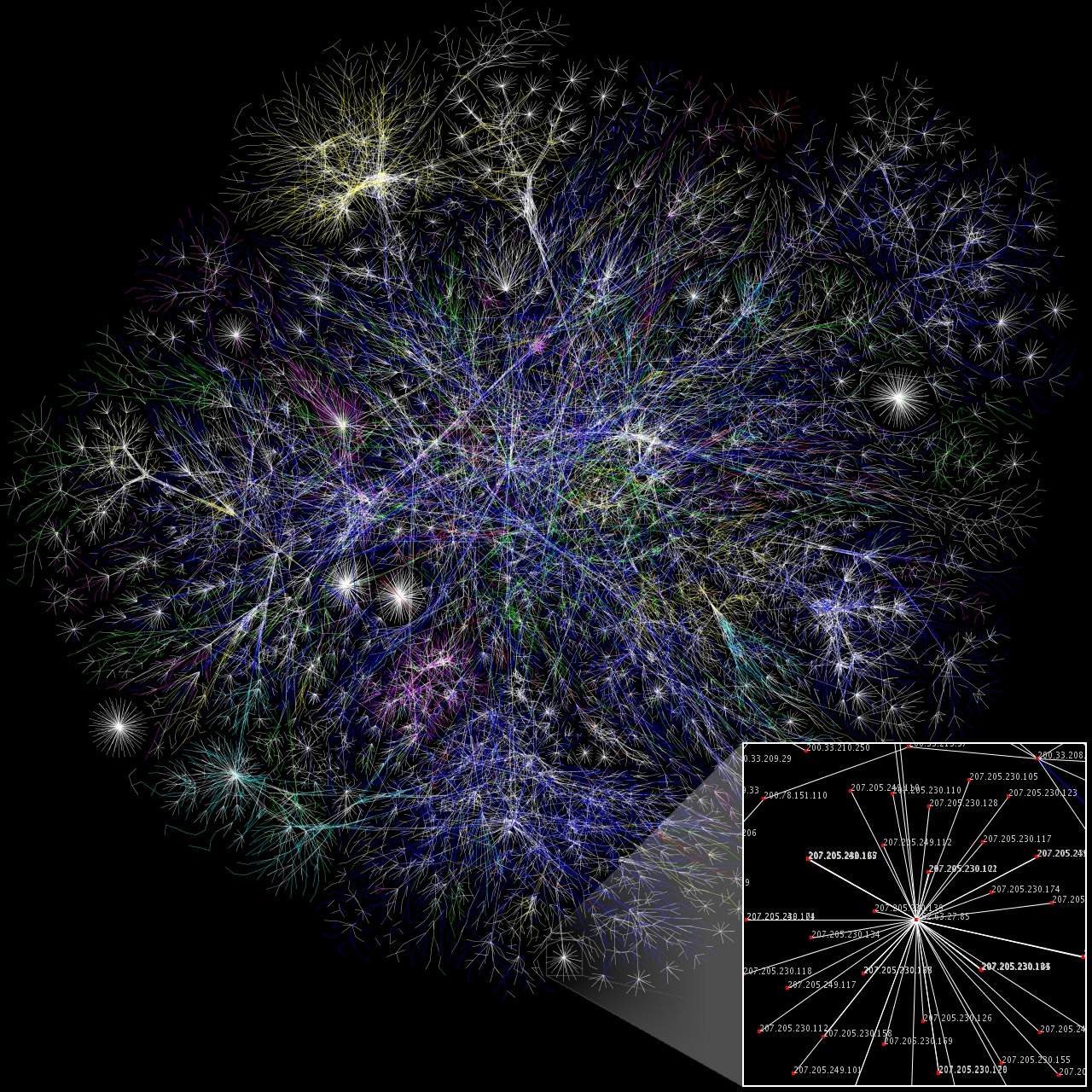
مجسم يجسد جزء صغير من شبكة المعلومات الدولية نقاط الالتقاء والروابط الواصلة بينها.

كذلك تشيع بين العامة وغير المتخصصين أسماء تدل على خدمات معينة من العاملة على شبكة الإنترنت للتدليل على الإنترنت كلها بالتعميم، فنجد «وب» و«الشبكة العنكبوتية»، وهو نمط استخدام شائع في لغات عدة ولا يقتصر على اللغة العربية، إذ أن الوب هي الوجه الأكثر ظهوراً لأغلب مستخدمي الإنترنت في الوقت الحالي، وهي الوجه الذي تعرّف عليه الملايين ممن استخدموا الإنترنت لأول مرة بصفته تجلّي الإنترنت كلّها، بينما سادت خدمات أخرى في أزمنة أبكر من عمر الشبكة، كانت منها غوفر والبريد الإلكتروني ونقل الملفات FTP وUSENET.

## التعريفات
هي شبكة عالمية من الروابط بين الحواسيب تسمح للناس بالاتصال والتواصل مع بعضهم البعض واكتساب ونقل المعلومات من الشبكة الممتدة في جميع أرجاء العالم بوسائل بصرية وصوتية ونصية مكتوبة، وبصورة تتجاوز حدود الزمان والمكان والكلفة وقيود المسافات وتتحدى في الوقت نفسه سيطرة الرقابة.
ويعرف آخرون الإنترنت كذلك بأنه شبكة دولية للمعلومات تتفاهم باستخدام بروتوكولات وتتعاون فيما بينها لصالح جميع مستخدميها، وتحتوي على العديد من الإمكانات مثل البريد الإلكتروني، والاتصال الصوتي المرئي بين الأشخاص، وإقامة المؤتمرات بالفيديو، وقوائم البريد بالإضافة إلى الملايين من الأخبار والتحليلات الصحفية، والعديد من الملفات المتاحة لنقلها واستخدامها بطريقة شخصية وكذلك آلات البحث المرجعي.

## مميزات الانترنت
1. توفر تقنية اتصالات سريعة.
2. توفر تقنيات وبرمجيات حاسوب متقدمة.
3. تعدد اللغات المستخدمة في الشبكة.
4. تنوع استخداماتها في جميع المجالات.
5. ذات أهمية في أسلوب حياتنا المعاصرة.
6. السرعة وبالتالي توفير الوقت والجهد على الباحث.
7. منع احتكار المعلومات.
8. وسيلة للترفيه في أوقات الفراغ.
9. تعلم أشياء جديدة في مختلف المجالات.
10. عمل شبكة أصدقاء جدد وتبادل الثقافات.
11. الدراسة عبر الإنترنت في مختلف الجامعات.

## التقنيات
إن شبكة إنترنت تعتمد على ما يعرف في علم تصميم الشبكات بأنه «تصميم بسيط»، لأن شبكة الإنترنت تقوم بعمل وحيد أولي وبسيط، وهو إيصال رسالة رقمية بين عقدتين لكل منهما عنوان مميز بطريق «التخزين والتمرير» بين عقد عديدة ما بين العقدة المرسلة والعقدة المستقبلة، وبحيث لا يمكن التنبؤ مسبقاً بالمسار الذي ستأخذه الرسالة عبر الشبكة كما يمكن أن تقسم الرسالة إلى أجزاء يتخذ كلاً منها مساراً مختلفاً وتصل في ترتيب غير ترتيبها الأصلي الذي يكون على العقدة المتلقية أن تعيد ترتيب الرسالة كما كانت، وهي فئة من بروتوكولات الشبكات تعرف بتسيير الرزم.

## التاريخ
في ستينيات القرن العشرين، موَّلت وكالة مشاريع البحوث المتطورة الدفاعية (داربا) - كانت تسمى سابقاً بأربا، وهي إحدى وكالات وزارة دفاع الولايات المتحدة- بحثاً حول المشاركة الزمنية للحواسيب. والبحث في طرق تبديل الرزم، واحدة من تقنيات الإنترنت الثورية التي بدأ بول باران بالعمل عليها في بدايات ستينيات القرن العشرين، وبشكل إفرادي، دونالد ديفيس عام 1965. بعد المؤتمر العلمي حول أساسيات أنظمة التشغيل عام 1967.دُمجت تقنية تبديل الرزم من شبكة NPL المقترحة في تصميم أربانت وشبكة مشاركة موارد أخرى مثل ميريت نيتورك وسيكلاد، الذين طُوروا في أواخر ستينيات وأوائل سبعينيات القرن العشرين.
وفي الأول من يناير 1983 استبدلت وزارة دفاع الولايات المتحدة البروتوكول (NCP) المعمول به في الشبكة واستعاضت عنه بميثاق حزمة موافيق (بروتوكولات) الإنترنت. ومن الأمور التي أسهمت في نمو الشبكة هو ربط المؤسسة الوطنية للعلوم وجامعات الولايات المتحدة ألامريكية بعضها ببعض مما سهّل عملية الاتّصال بين طلبة الجامعات وتبادل الرسائل الإلكترونية والمعلومات، عند دخول الجامعات إلى الشبكة، ولقد أخذت الشبكة في التوسع والتّقدم وساهم طلبة الجامعات بمعلوماتهم واكتشف المتصفح «موزاييك»، والباحث «جوفر» و«آرشي» بل إن الشركة العملاقة «نتسكيب» هي في الأصل فكرة من جهود طلبة الجامعة قبل أن يتبنّاها العقل التجاري، ويوصلها إلى ما آلت إليه فيما بعد. إن مهندسي شبكة الإنترنت هم أحد عوامل نجاح الشبكة حيث أن الهيئة عامة ومفتوحة للجميع، ولما أسست العديد من الشركات الكبرى اليوم التي تعتمد على تزويد الخدمات في شبكة الإنترنت. وهنالك تطور متصفح الويب violawww، استناداً إلى ما كان يعرف باسم hypercard. ولحقه فيما بعد متصفح الويب موزاييك. وفي عام 1993، وفي المركز الوطني لتطبيقات الحوسبة الفائقة في جامعة إلينوي تم إصدار نسخة 1,0 من موزايك (متصفح ويب)، وبحلول أواخر عام 1994 كان هناك تزايد ملحوظ في اهتمام الجمهور بما كان سابقاً اهتمام للاكاديمين فقط. وبحلول عام 1996 صار استخدام كلمة الشبكة قد أصبح شائعاً، وبالتالي، كان ذلك سبباً للخلط في استعمال كلمة إنترنت على أنها إشارة إلى الشبكة العنكبوتية العالمية في الويب.
وفي غضون ذلك، وعلى مدار العقد، زاد استخدام شبكة الإنترنت بشكل مطرد. وخلال التسعينات، كانت التقديرات تشير إلى أن الشابكة قد زاد بنسبة 100٪ سنوياً، ومع فترة وجيزة من النمو الانفجاري في عامي 1996 و 1997. وهذا النمو هو في كثير من الأحيان يرجع إلى عدم وجود الإدارة المركزية، مما يتيح النمو العضوي للشابكة، وكذلك بسبب الملكية المفتوحة لموافيق (بروتوكولات) الإنترنت، التي تشجع الأشخاص والشركات على تطوير أنطمة وبيعها وهي أيضا تمنع شركة واحدة من ممارسة الكثير من السيطرة على الشبكة.
حيث بدأت شركات الاتصالات بتوفير خدمة الدخول isp على الإنترنت بواسطة الشبكة الهاتفية عام (1995).

### التطبيقات
- محركات وأدلة البحث:

هي برامج متخصصة في الشبكة الاتصالية تفيد المستخدم وتسهل عليه عناء البحث الطويل، حيث يقوم المستخدم بوضع كلمات البحث لكي يتم البحث عنها.
وهي برامج متصلة بمواقع كثيرة لكي يتم استخراج المعلومات والبيانات المبحوث عنها ومن أشهرها محرك البحث العملاق جوجل.
- الشبكة العنكبوتية العالمية.
- البريد الإلكتروني:

هو برنامج معد مسبقا من قبل شركات معينة، تفيد المستخدم في تبادل الرسائل الإلكترونية بسرعة فائقة، ويقصد هنا بالرسائل الإلكترونية المعلومات والبيانات والصور. ومن أشهر مواقع الايملات (الهوتميل) و (الجي ميل).
- مواقع الوسائط الاجتماعية:

يتم فيها تبادل الأخبار الاجتماعية بين أفراد المجتمع، وهي عبارة عن مواقع يشترك فيها المستخدمون لتبادل الآراء والأفكار.
- مواقع الويب:

هي برامج تتيح وتعرض المعلومات والبيانات وهي في الأصل أرقام ولكن يتم ترجمتها إلى كلمات وتعرض للمستخدم على الشاشة.
- الاجتماعات والمؤتمرات:

يستطيع مستخدم الشبكة (الإنترنت) أن يشاهد ما يعرض في الأجتماعات والمؤتمرات من خلال برامج نقل الصورة والصوت عبر الشبكة بكل سهولة.
- الجامعة الالكترونية:

وهي مؤسسات جديدة تستخدم الإنترنت كوسيلة لنشر المعرفة والارتباط بالطلبة، وغالباً ما تعتمد على منتديات الجامعة التي تمكنها من سرعة التواصل وتفتح مجالاً مباشراً للنقاش والحوار بين الطلبة والأساتذة والدكاترة.
طلاب العلاقات العامة

### البريد الإلكتروني
البريد الإلكتروني هو مصطلح يطلق على إرسال رسائل نصية إلكترونية بين مجموعات في طريقة مناظرة لإرسال الرسائل والمفكرات قبل ظهور الإنترنت. حتي في وقتنا الحاضر، من المهم التفريق بين بريد الإنترنت الإلكتروني وبين البريد الإلكتروني الداخلي. فبريد الإنترنت الإلكتروني قد ينتقل ويخزن في صورة غير مشفرة على شبكات وأجهزة أخرى خارج نطاق تحكم كلاً من المرسِل والمستقبِل. وخلال هذه الفترة (فترة الانتقال) من الممكن لمحتويات البريد أن تُقرأ ويُعبث بها من خلال جهة خارجية، هذا إذا كان البريد على قدر من الأهمية. أنظمة البريد الإلكتروني الداخلي لا تغادر فيها البيانات شبكات الشركة أو المؤسسة، وهي أكثر أمناً.

### الشبكة العالمية
الكثير من الناس يستعملون مصطلحيّ الإنترنت والشبكة العالمية (أو ويب فقط) على أنهما متشابهان أو الشئ ذاته. لكن في الحقيقة المصطلحين غير مترادفين. الإنترنت هو مجموعة من شبكات الحواسيب المتصلة معاً عن طريق أسلاك نحاسية وكابلات ألياف بصرية وتوصيلات لاسلكية وما إلى ذلك. على العكس من ذلك، الويب هو مجموعة من الوثائق والمصادر المتصلة معاً، مرتبطة مع بعضها البعض عن طريق روابط فائقة وعناوين إنترنت. بشكل آخر، الشبكة العالمية واحدة من الخدمات التي يمكن الوصول إليها من خلال الإنترنت، مثلها مثل البريد الإلكتروني ومشاركة الملفات وغيرهما.
البرامج التي يمكنها الدخول إلى مصادر الويب تسمي عميل المستخدم. في الحالة العادية، متصفحات الوب مثل إنترنت إكسبلورر أو فيرفكس تقوم الدخول إلى صفحات الوب وتمكن المستخدم من التجول من صفحة لأخرى عن طريق الروابط الفائقة. صفحة الوب يمكن تقريباً أن تحتوي مزيج من بيانات الحاسوب بما فيها الصور الفوتوغرافية، الرسوميات، الصوتيات، النصوص، الفيديو، الوسائط المتعددة ومحتويات تفاعلية بما في ذلك الألعاب وغيرها.

### الدخول عن بعد
يسمح الإنترنت لمستخدمي الحاسوب أن يتصلوا بحواسيب أخرى وخوادم المعلومات بسهولة، مهما يكن موضعها في العالم. تعرف هذه العملية بالدخول البعادي. بالإمكان عمل ذلك بدون استخدام تقنيات حماية أو تشفير أو استيقان. وهذا يشجع أنواعا جديدة من العمل المنزلي، ومشاركة المعلومات في العديد من الصناعات وهذه أسهل طريقة في العالم من حيث النوع.

### الأنظمة التعاونية
لقد أدى انخفاض تكلفة الاتصال عبر شبكة الإنترنت وتبادل الأفكار والمعارف، والمهارات إلى تطور العمل التعاوني بشكل كبير وظهور الأنظمة التعاونية. وليس بالإمكان فقط الأتصال بشكل رخيص وعلى نطاق واسع عبر شبكة (الإنترنت) ولكن يسمح لمجموعات لها نفس الاهتمامات ان تنشئ مواقع مشتركة بسهولة. ومثال على ذلك حركة البرمجيات الحرة في تطوير البرمجيات، والتي أنتجت نظام لينكس وجنو GNU من الصفر وتولت تطوير موزيلا وOpenOffice.org (المعروفة سابقا باسم نتسكيب محاور وستار أوفيس). أفلام مثل روح العصر Zeitgeist كان لها تغطية واسعة النطاق على شبكة الإنترنت، في حين يجري تجاهلها تقريبا في وسائل الأعلام الرئيسية.
الدردشة عبر شبكة الإنترنت وسواء كان في شكل IRC أو القنوات، أو عن طريق المراسلة الفورية يسمح للزملاء البقاء على اتصال دائم عن طريق وسيلة مريحة للغاية تعمل في حواسيبهم طول الوقت. ويجري تبادل للملفات سواء كانت تحتوي على الصوت والصور أو أي نوع آخر من الملفات وتدعم العمل المشترك بين أعضاء الفريق.
نظم التحكم في نسخ الإصدار تسمح لفرق العمل المشتركة والعاملة على مجموعات من الوثائق التعاون في عملها. وهكذا يجري تفادي مسح ما كتبه زميل آخر دون قصد ويتمكن كل أعضاء الفريق المتعاون من إنشاء الوثائق وللكل من إضافة أفكارهم وإضافة التغيرات.
توجد حاليا أنظمة أخرى في هذا المجال مثل مفكرة جوجل google calendar، أو BSCW أو نظام شير بوينت.

### الاتصال الصوتي
الصوت عبر الشابكة (الإنترنت) يعتمد على نقل الصوت خلال ميفاق (بروتوكول) الإنترنت. وبدأت هذه الظاهرة كاختيار وأداة مساعدة لأنظمة دردشة IRC لنقل الصوت في اتجاه واحد. في السنوات الأخيرة انتشرت العديد من أنظمة VoIP كما أصبحت سهلة الاستخدام ومريحة كأي هاتف عادي. وهذه الأنظمة هي استخدام واعد لشبكة الإنترنت ذات تكلفة أقل بكثير من المكالمة الهاتفية العادية، وخاصة لمسافات طويلة.
ولا تزال نوعية الصوت في كثير من الأحيان تختلف من كلمة إلى أخرى وستحتاج إلى بعض الوقت حتى تصبح بنفس النوعية كالهواتف التقليدية، وأصبحت ذات شعبية متزايدة في عالم اللعب، باعتباره شكلا من أشكال الاتصال بين اللاعبين، ومن أكثر الأنظمة شعبية في مجال الصوت عبر الإنترنت هو نظام سكايب

### خدمة التلقيم
خدمة التلقيم هي خدمة تمكن من متابعة ما يصدر في المواقع التي توفرها أولا بأول دون حاجة إلى الدوران عليها لزيارتها من أجل التحقق من إن كان قد نُشر جديد عليها، كما أنها على غير الطريقة التي كانت سائدة مسبقا ولا تتطلب جهد يذكر من ناحية الموقع لأن المستخدم هو الذي يطلب هذا النوع من المحتوى بطريق قارءات التلقيمات وقتما يريد بطور التشغيل ذاته الذي تعمل به متصفحات الوب، ولا تتطلب الإفصاح عن أي قدر من البيانات الشخصية من جانب المستخدم للموقع، ولا حتى عنوان البريد الإلكتروني، وبهذا فالمتحكم الوحيد فيها هو المستخدم، ولا يمكن استخدامها بشكل لا يرضيه أو مفروض عليه. وتشتمل التلقيمة في أبسط صورها عنوانا وملخصا للموضوع، ورابطا للنص الكامل للخبر على موقع ناشر الموضوع، وتوجد عدة صيغ لنشر التلقيمات، منها أتوم وآر إس إس و RDF.

## سوق الإنترنت
أصبح الإنترنت سوقا واسعة للشركات، بعض الشركات الكبيرة ضخمت من أعمالها بأن أخذت مميزات قلة تكلفة الإعلان والتسوق عبر الإنترنت، والذي يعرف بالتجارة الإلكترونية، وهي تعتبر أسرع طريقة لنشر المعلومات إلى عدد كبير من الأفراد. ونتيجة لذلك قامت شبكة الإنترنت بعمل ثورة في عالم التسويق، كمثال على ذلك، يمكن لأي شخص أن يطلب شراء إسطوانة مدمجة عبر شبكة الإنترنت وسوف تصله عبر البريد العادي خلال يومين، أو بإمكانه تنزيلها مباشرة عبر الإنترنت إذا تيسر ذلك.
ومن منافع الإنترنت عملية التسوق الشخصي، والذي يتيح لشركة ما أن تسوق منتج لشخص معين أو مجموعة معينة من الأشخاص بطريقة أفضل من أي وسط إعلاني.
كأمثلة على التسوق الشخصي، مجتمعات الإنترنت والتي يدخلها الآلاف من مستخدمي شبكة الإنترنت ليعلنوا عن أنفسهم ويعقدوا صداقات عبر الشبكة. وبما أن مستخدمي هذه المجتمعات تتراوح أعمارهم بين 13 و25 عاماً، فإنهم حين يعلنوا عن أنفسهم فهم يعلنون بالتالي عن هواياتهم واهتماماتهم، ومن هنا تستطيع شركات التسوق عبر الإنترنت استخدام هذه المعلومات للإعلان عن المنتجات التي توافق رغباتهم واهتماماتهم، وبهذا تتمكن الشركات من التسوق بصورة أفضل من أي مكان في العالم عن طريق شبكة الأنترنت.

## السلبيات
يوجد بعض الجوانب السلبية للأستخدام المتواصل لشبكة الإنترنت، منها:
- استخدام الأطفال لمواقع الإنترنت ولمواقع خاصة يعرضهم لخطر التحرش من قبل الغرباء.
- الجلوس طويلا أمام شاشة الحاسوب يسبب بعض الأضرار الصحية، مثل: المساعدة على زيادة الوزن، وضعف البصر.
- الاستخدام الكثير لشبكة الإنترنت يقلل من الاجتماع بأفراد العائلة وقضاء فترة اجتماعية مع الأهل والأصدقاء.
- زيارة الشباب أو الناس بصفة عامة للمواقع المنوعة على الشبكة العنكبوتية والتي أصبحت متناول الجميع ومنتشرة بكثرة يؤدي إلى حالة من الأنعزال عن المجتمع والتواصل معه.

## حول العالم

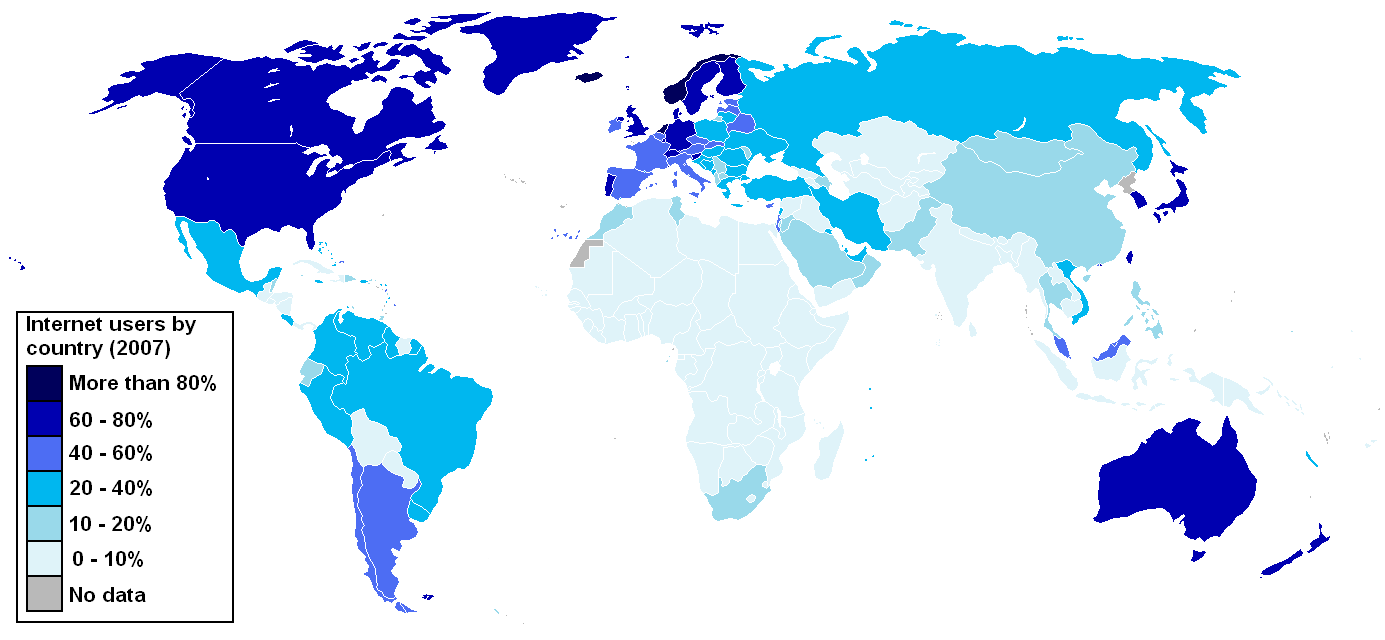
نسبة مستخدمي الإنترنت حسب الدولة، وحسب عدد المستخدمين.

بلغ عدد مستخدمي الإنترنت في العالم 3,345,832,772 مليار شخص في 5 نوفمبر 2015 ، وتعد الصين أولى دول العالم في عدد مستخدمي الإنترنت الذين بلغ عددهم فيها 221 مليون شخص في شهر فبراير 2008 

## في الوطن العربي
يضم الجدول عدد المستخدمين حسب الدولة إحصاءات 2021
المصادر: عدد المستخدمين السرعة
| الدولة                   | عدد المستخدمين التقريبي | عدد السكان التقريبي | نسبة عدد المستخدمين للسكان | متوسط السرعة مقاسة عند الخادم بالميجابايت ثانية | سنة التقدير |
| ------------------------ | ----------------------- | ------------------- | -------------------------- | ----------------------------------------------- | ----------- |
| المغرب                   | 000 270 14              | 36,029,093          | 42.8%                      | 36                                              | 2021        |
| الجزائر                  | 26,350,000              | 42,228,408          | 62.4%                      | 15                                              | 2021        |
| السودان                  | 12,512,639              | 41,801,533          | 29.9%                      | 11                                              | 2021        |
| السعودية                 | 27,048,861              | 33,702,756          | 80.3%                      | 133                                             | 2021        |
| العراق                   | 18,892,351              | 38,433,600          | 49.20%                     | 31                                              | 2021        |
| الإمارات العربية المتحدة | 8,913,217               | 9,630,959           | 92.50%                     | 178                                             | 2021        |
| سوريا                    | 6,257,430               | 16,945,057          | 36.9%                      | 20                                              | 2021        |
| تونس                     | 6,400,330               | 11,565,201          | 55.30%                     | 29                                              | 2021        |
| الكويت                   | 4,053,797               | 4,137,312           | 98.00%                     | 92                                              | 2021        |
| الأردن                   | 6,480,202               | 9,965,318           | 65.00%                     | 22                                              | 2021        |
| لبنان                    | 4,755,187               | 6,859,408           | 69.30%                     | 39                                              | 2021        |
| اليمن                    | 7,548,512               | 28,498,683          | 26.50%                     | 16                                              | 2021        |
| عمان                     | 3,717,818               | 4,829,473           | 77.00%                     | 47                                              | 2021        |
| قطر                      | 2,532,059               | 2,781,682           | 28.3%                      | 167                                             | 2021        |
| ليبيا                    | 1,387,116               | 6,678,559           | 20.80%                     | 16                                              | 2021        |
| البحرين                  | 1,431,090               | 1,569,446           | 91.20%                     | 68                                              | 2021        |
| مصر                      | 54,740,141              | 98,423,598          | 55.6%                      | 20                                              | 2021        |

### قضايا أساسية
- الخصوصية
- حرب الإنترنت
- الإتاحة

### مهام
- بريد إلكتروني
- مشاركة الملفات
- تراسل فوري
- محرك بحث
- متصفح ويب
- IANA
- ICANN

### استخدامات
- تسوق عبر الإنترنت
- التسول عبر الإنترنت
- تجارة إلكترونية
- تعليم إلكتروني
- تدوين
- تعليم عن بعد
- سوق الإنترنت
- تمويل جماعي
- تعهيد جماعي
- دارك نت
- ويب خفي
- نموذج اتصال معياري